# 萬山營劉氏祠堂
萬山營劉氏祠堂位於四川省巴中市南江縣雙流鄉萬山營村六組萬山營山腰臺地上，建於1931年。2012年7月16日公佈為第八批四川省文物保護單位。前殿、廂房、正殿分三級臺地佈局構成小青瓦屋面四合院，總面闊5間30米，總進深40米，占地1200平方米。左右廂房為二層，建築面積為1500平方米。該建築佈局規整，規模較大；大木構選材精細，建築比例協調，具有較高文物價值。